# Sân bay quốc tế Juan Manuel Gálvez
Sân bay quốc tế Juan Manuel Gálvez (IATA: RTB, ICAO: MHRO), cũng gọi là Sân bay quốc tế Roatán, là một sân bay ở đảo Roatán, Honduras. Sân bay này kết nối các tuyến hàng không nội địa và quốc gia với hòn đảo này. Sân bay được đặt tên theo Juan Manuel Gálvez, cựu tổng thống Honduras.

## Các hãng hàng không và các tuyến điểm
- Blue Panorama Airlines Milan-Malpensa [thuê bao]
- Continental Airlines Houston (Weekly), Newark (theo mùa)
- Delta Air Lines Atlanta
- TACA (Houston, Miami, Tegucigalpa, San Pedro Sula, San Salvador)
- Islena Airlines (La Ceiba, Tegucigalpa)
- Atlantic Airlines de Honduras (La Ceiba, Utila, Guanaja, San Pedro Sula, Tegucigalpa, Thành phố Belize)
- Skyservice (Toronto-Pearson) [theo mùa]